# Saint-Martin-du-Mont, Côte-d'Or
Saint-Martin-du-Mont este o comună în departamentul Côte-d'Or, Franța. În 2009 avea o populație de 445 de locuitori.

## Evoluția populației
| An        | 1975 | 1982 | 1990 | 1999 | 2006 | 2009 |
| --------- | ---- | ---- | ---- | ---- | ---- | ---- |
| Populație | 262  | 285  | 332  | 354  | 419  | 445  |